# Dom Historii Podgórza w Krakowie

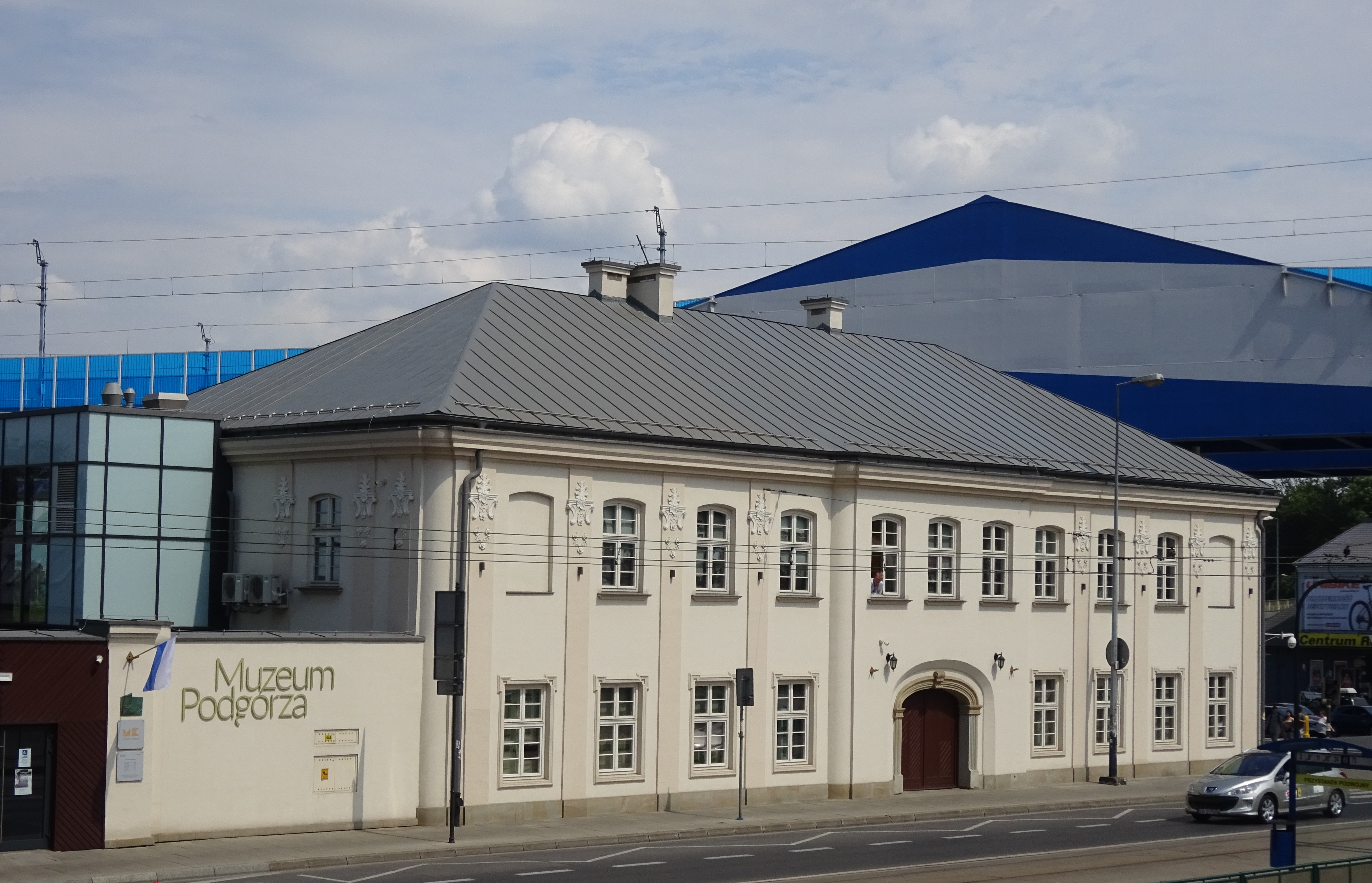
Siedziba

Dom Historii Podgórza – placówka muzealna istniejąca od 2003 do 2015 i zbierająca eksponaty związane z historią miasta, a  następnie krakowskiej dzielnicy Podgórze. Od 2016 przekształcona w oddział Muzeum Krakowa.

## Historia
Placówka muzealna powstała w 2003 z inicjatywy Rady Dzielnicy XIII Podgórze i została zlokalizowana w budynku Zajazdu Pod św. Benedyktem przy ul. Limanowskiego 13 w Krakowie. Gromadziła pamiątki i archiwalia związane z historią Wolnego Królewskiego Miasta Podgórze (1784-1913) oraz krakowskiego Podgórza (od 1913). W muzeum prezentowana była stała ekspozycja „Krótka historia miasta Podgórze”, w ramach której prezentowane były takie eksponaty jak XIX-wieczne biurko burmistrzów Podgórza czy insygnia Rady Miasta Podgórze. Dodatkowo prezentowane były wystawy czasowe związane z Podgórzem i jego mieszkańcami.
Placówka zakończyła działalność 31 grudnia 2015 r., gdy została przekształcona w oddział Muzeum Podgórza Muzeum Historycznego Miasta Krakowa.